# Mémorial Ascq 1944
 (mars 2015).
Le Mémorial Ascq 1944 est un musée commémorant le massacre d'Ascq d'avril 1944. Il est situé dans le quartier d'Ascq, à Villeneuve-d'Ascq.

## Bâtiment
Le Mémorial est situé dans l'ancien dispensaire des nourrissons de la commune d'Ascq. 

## Histoire
Dès la fin de la guerre, en 1945, les veuves ont souhaité que là où leurs maris et leurs fils avaient péri, on édifie un dispensaire moderne pour la consultation des nourrissons : là où la violence de guerre avait apporté la mort, tout soit fait pour préserver et soutenir la vie.
Le 13 juillet 1947, Vincent Auriol, président de la République, pose la première pierre du monument des fusillés. En octobre 1955, le dispensaire d'Ascq et l'ensemble du souvenir sont inaugurés. C'est là que se trouvera le musée du Souvenir puis le Mémorial.
En 1983, le Tertre des massacrés est visité par François Mitterrand, président de la République. En 1984, le musée du Souvenir est ouvert par le docteur Jean-Marie Mocq et Gérard Chrétien et inauguré en présence du premier ministre Pierre Mauroy.
En 2005, inauguration du nouveau musée commémoratif : le Mémorial Ascq 1944.
Depuis 2016, le Mémorial Ascq 1944 est géré par la Ville de Villeneuve d'Ascq. 

## Collections
La muséographie du Mémorial est fondée sur l'ouvrage du Docteur Mocq Ascq 1944. La nuit la plus longue paru en 1971. Des « livres » sous forme de panneaux d'exposition présentent les faits.
Une projection audiovisuelle présente l'histoire du village d'Ascq, replacé dans son contexte régional et national, depuis la Première Guerre mondiale et sa première occupation jusqu'au début de la Seconde Guerre mondiale. Sont ensuite détaillés le massacre d'Ascq et la fusillade du Fort de Seclin.
Une ligne chronologique forme un « fil rouge » au travers du circuit de visite. Elle  présente les faits internationaux et nationaux et permet de situer aussi les événements locaux et régionaux de 1914 à 2005.

## Thèmes de la visite du mémorial
La visite du mémorial s'organise autour de neuf thèmes : « la Première Guerre mondiale, une occupation et ses conséquences », « Ascq de la reconstruction à la crise entre les deux guerres », « le nazisme menace l'Europe, la jeunesse hitlérienne », « l'entrée dans la Seconde Guerre mondiale, le Corps expéditionnaire britannique, mai 1940, l'Exode », « l'oppression de l'Occupation et du régime de Vichy en zone interdite », « la France libre et la Résistance intérieure, les réseaux locaux », « la violence pendant la Seconde Guerre mondiale, Ascq 1er avril 1944 », « les responsabilités des SS de la division « Hitlerjugend » et les procès d'après-guerre », « les commémorations du massacre d'Ascq », « préserver la paix, institutions internationales et organisations non-gouvernementales ».

## Tertre des massacrés

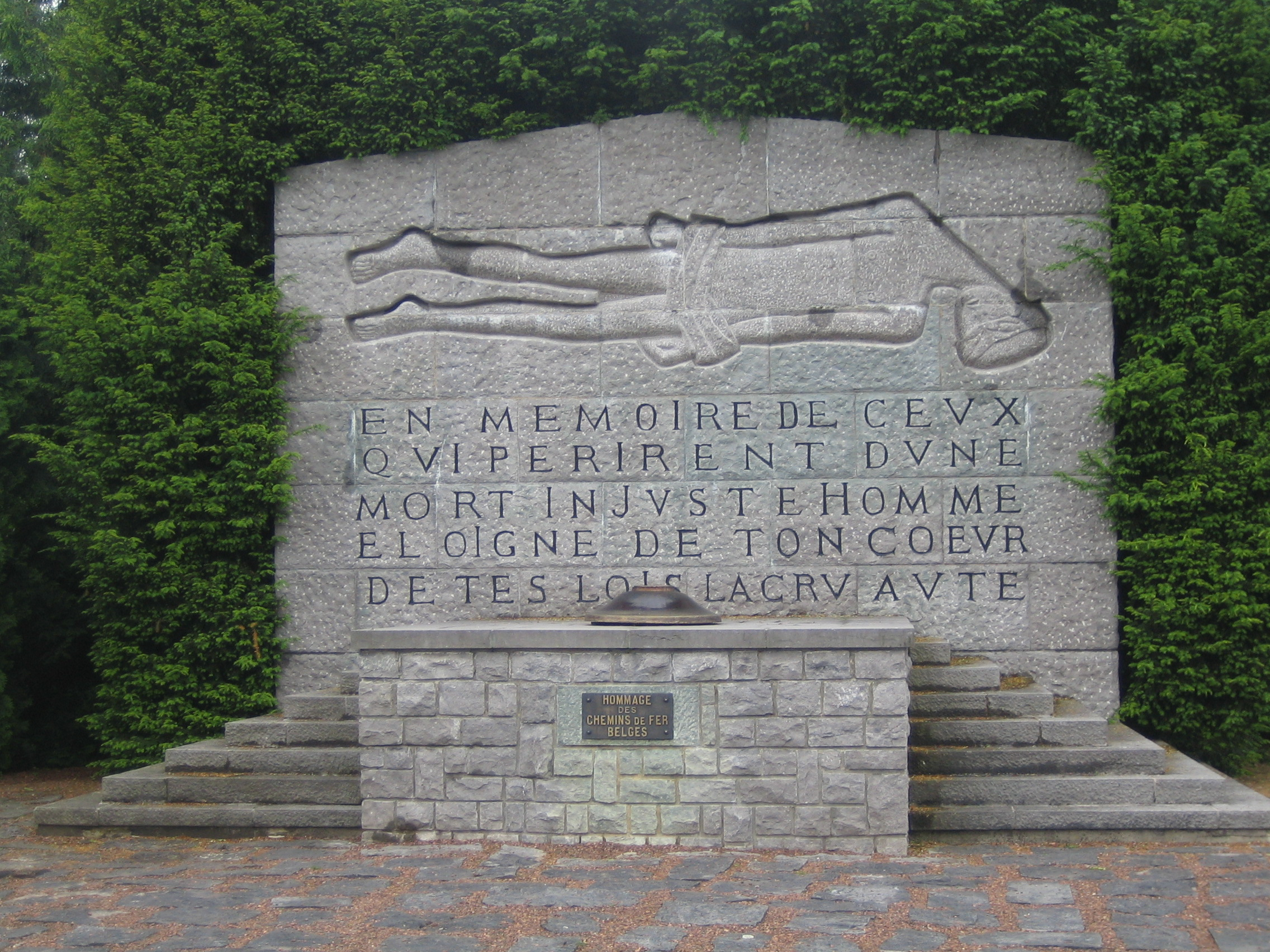
Tertre des Massacrés.

Près de la voie ferrée sur le lieu du massacre a été érigé de 1947 à 1955 un monument commémoratif appelé « Tertre des massacrés ». Ce monument est composé de trois éléments : un alignement de pierres en souvenir des victimes, une stèle de pierre dit « monument au gisant » œuvre des architectes Luc et Xavier Arsène-Henry sur laquelle fut gravée cette dédicace la phrase : « En mémoire de ceux qui périrent d'une mort injuste, homme, éloigne de ton cœur et de tes lois la cruauté. », devant le monument au gisant, sur les marches a été construit un petit monument de pierre portant cette dédicace : « Hommage des chemins de fer belges ».